# Henrik Snakenborg (riksråd)
Henrik Snakenborg, född på 1300-talet, död på 1400-talet, var en svensk häradshövding och riksråd.

## Biografi
Henrik Snakenborg var son till riddaren Heyne Snakenborg och Brigitta Laurensdotter (bjälke). Han nämns första gången 1396 och blev under åren 1415–1434 häradshövding i Vadsbo härad. Snakenborg var från 1430 till 1435 riksråd.

### Egendom
Snakenborg hade Hökerum i Södra Vings socken som sätesgård och ägde 1434 Vadsbo fögderi. Han ägde bland annat egendomar i Kinne, Kåkinds och Ås härader i Västergötland samt i Vadstena.

### Familj
Snakenborg var gift och fick tillsammans med sin fru, dottern Birgitta Henriksdotter som var gift med riddaren, riksrådet och lagmannen Ture Jönsson (Svarte skåning).